# U.S. Sambenedettese
La U.S. Sambenedettese es un club de fútbol de Italia, con sede en San Benedetto del Tronto, en las Marcas. Fue fundado en 1923 y refundado en varias oportunidades. Compite en la Serie C, la tercera categoría del fútbol italiano.

## Historia

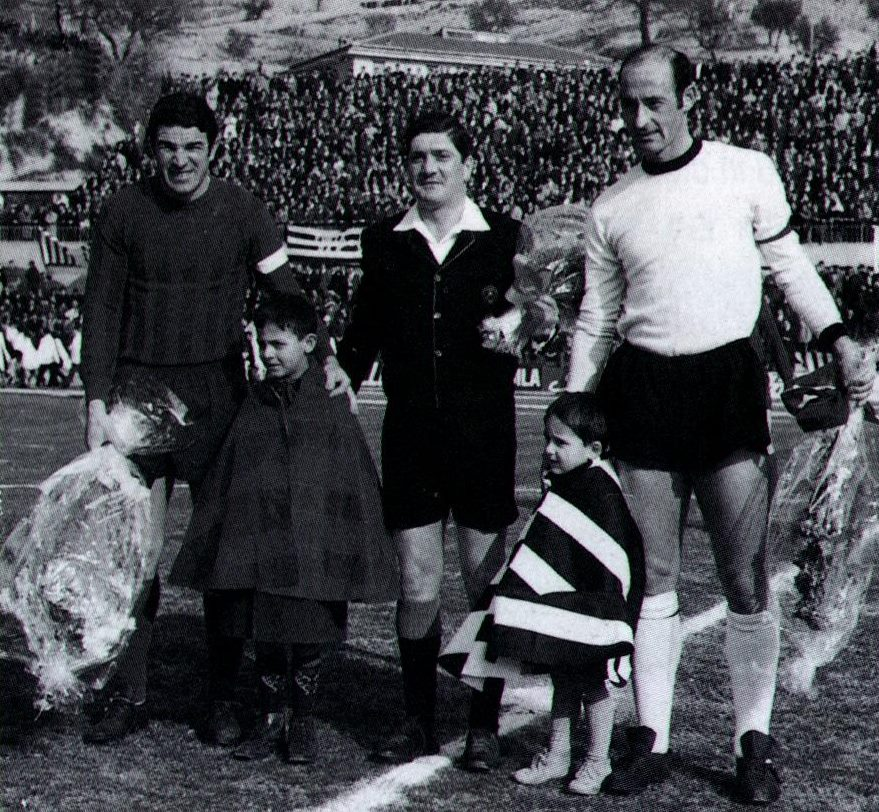
Un partido entre Sambenedettese y Ascoli, temporada 1967-68 de Serie C.

Fue fundado el 4 de abril de 1923 con el nombre de Unione Sportiva Sambenedettese, como resultado de la fusión de tres equipos locales: Fortitudo, Serenissima y Forza e Coraggio. Fue refundado en varias ocasiones: en 1994 como Sambenedettese Calcio 1923; en el 2006 como Società Sportiva Sambenedettese Calcio; en el 2009 como Unione Sportiva Sambenedettese 1923; en el 2013 como A.S.D. Sambenedettese Calcio.
Nunca ha jugado en la Serie A, ya que la más alta categoría en la que ha jugado es la Serie B, en la cual no juega desde 1989.

## Estadio

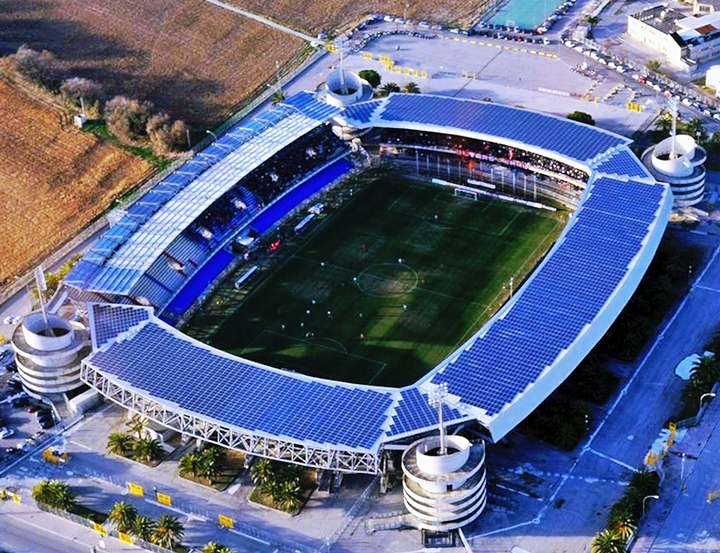
Estadio Riviera delle Palme.

Sambenedettese disputa sus partidos de local en el Estadio Riviera delle Palme de San Benedetto del Tronto, con capacidad para 13.708 espectadores.

## Palmarés

### Torneos interregionales
- Serie C (1): 1955-56, 1973-74 (Grupo B)
- Serie C1 (1): 1980-81 (Grupo B)
- Copa Italia de la Serie C (1): 1991-92
- Serie D (3): 2000-01 (Grupo F), 2012-13 (Grupo F), 2015-16 (Grupo F)

## Rivalidades
Su principal rival es el Ascoli.